# Рув (Західнопоморське воєводство)
Рув (пол. Rów, нім. Rufen) — село в Польщі, у гміні Мислібуж Мисліборського повіту Західнопоморського воєводства.
Населення — 469 осіб (2011).
У 1975-1998 роках село належало до Гожовського воєводства.

## Демографія
Демографічна структура станом на 31 березня 2011 року:
|          | Загалом | Допрацездатний вік | Працездатний вік | Постпрацездатний вік |
| -------- | ------- | ------------------ | ---------------- | -------------------- |
| Чоловіки | 245     | 62                 | 169              | 14                   |
| Жінки    | 224     | 53                 | 137              | 34                   |
| Разом    | 469     | 115                | 306              | 48                   |